# Ветреница нарциссоцветковая
Ве́треница нарциссоцветко́вая  (лат. Anemone narcissiflora) — вид многолетних травянистых растений из рода Ветреница семейства Лютиковые (Ranunculaceae).

## Ботаническое описание
Растение высотой 20—50 см с ползучим корневищем, листья на прикорневой розетке длинночерешчатые. Лопасть листа глубоко пальчатораздельная, её доли клиновиднотреугольные, рассечённые, перекрывающиеся. Стебель опушенный. Стеблевые листья разделены на линейные доли и собраны в мутовках по три, в основании срощенных. Цветки белые, с наружной стороны с лёгким сиреневым оттенком, собраны по 3—8 в зонтик, одетый прицветниками, на цветоносах длиной 30—40 мм, обоеполые, правильные. Плоды — множественные голые семянки. Цветёт с июня по август. 

## Распространение
Гемикриптофит. Встречается на свежих, слабокислых, гумусных, рыхлых, щебнистых или глинистых карбонатных почвах Евразии и Северной Америки. Распространена в глинистых порослях от горного до альпийского пояса. Растение ядовито. Все его части содержат протоанемонин. Население наносит ему большой вред, обрывая на букеты. При высаживании в более низко расположенных областях теряет первоначальный внешний вид. 

## Значение и применение
По наблюдениям в Кабардино-Балкарии поедается западнокавказским туром (Capra caucasica).

## Разновидности
Все разновидности родом из Евразии, за исключением трёх североамериканских: 
- Anemone narcissiflora L. var. villosissima DC. - Аляска
- Anemone narcissiflora L. var. monantha DC. - Аляска; Восточный Юкон и Северные Северо-Восточные территории (Канада)
- Anemone narcissiflora L. var. zephyra (A. Nels.) Dutton & Keener - Колорадо и Вайоминг

На Украине Ветреница розлогая ( Anemone narcissiflora L. var. laxa Ulbr.; равнинная разновидность) распространена на Подольской возвышенности: Львовская, Тернопольская и Хмельницкая области.

## Охрана
В Словакии строго охраняется. 
В 1996 году занесена в Красную книгу Украины. На Украине Ветреница розлогая охраняется в природном заповеднике Медоборы и заказнике Лысая Гора (Золочевский район, Львовская область).